# Broderipia subiridescens
Broderipia subiridescens is een slakkensoort uit de familie van de Trochidae. De wetenschappelijke naam van de soort is voor het eerst geldig gepubliceerd in 1890 door Pilsbry.